# Воронежский ремонтный трамвайно-троллейбусный завод
Воронежский ремонтный трамвайно-троллейбусный завод (ВРТТЗ) — завод, который был построен в Воронеже в 1974 году для обеспечения капитально-восстановительного ремонта и создания спецвагонов трамваев и троллейбусов. На территории предприятия также располагался один из двух трамвайно-железнодорожных гейтов Воронежа. Завод находился в собственности областных властей. Завод закрыт в 2007 году, по причине продажи всего имущества за долги.
Среди основных направлений деятельности — капитально-восстановительный ремонт трамваев (КТМ-5, КТМ-8, Татра-Т3, Татра-Т6В5, для многих городов России (Воронеж, Грозный, Липецк, Ростов-на-Дону, Коломна, Санкт-Петербург и других); капитально-восстановительный ремонт троллейбусов (штучные заказы); постройка совместно с УКВЗ первого трамвайного вагона серии 71-605РМ; обеспечение многих городов рельсошлифовальными вагонами на базе вагонов 71-605 (Москва, Самара, Воронеж и др.), создание поливомоечных вагонов на базе Татра-Т3 для Москвы, рельсотранспортёров и прочей трамвайной спецтехники.

## Модельный ряд
Всего заводом было разработано и выпущено около 90 моделей трамвайной спецтехники.
ВТК — серия трамвайных вагонов специального назначения на базе вагонов МТВ-82 и 71-605. Разрабатывались КБ «Росремэлектротранс» и выпускались серийно ВРТТЗ. Вагоны ВТК эксплуатировались во многих трамвайных хозяйствах СССР и России.
- ВТК-01 — щёточно-роторный снегоочиститель, одна из серийных моделей — Куйбышевский ремонтный трамвайно-троллейбусный завод (КРТТЗ).
- ВТК-01Г — электровоз
- Заводская табличка ВРТТЗВТК-06 — рельсошлифовочный вагон

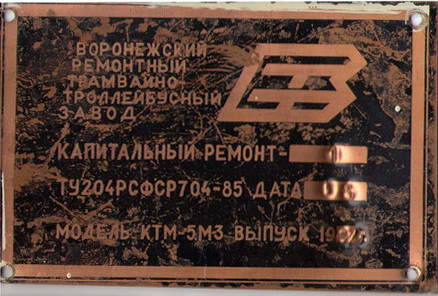
Заводская табличка ВРТТЗ

- ВТК-07 (ВРТТЗ) — плететранспортер. Два построенных вагона использовались в ныне ликвидированных трамвайных системах Воронежа и Иваново.
- ВТК-09А — вагон-хоппер (дозатор),
- ВТК-09Б — прицепной вагон-хоппер (дозатор),
- ВТК-09Д — вагон-хоппер (дозатор) с дополнительным дизельным приводом.
- ВТК-10 — вагон-кран,
- ВТК-21 — рельсосварочный
- ВТК-24 — вихревой снегочиститель. При переделке пассажирский салон ликвидировался, в бывшем салоне устанавливалась «улитка»-компрессор. В хвостовую часть салона выносились реостаты, во избежание попадания в них снега. В кабину выводились приборы управления компрессором. Принцип отчистки снега весьма прост: компрессор нагнетает воздух в «короб», расположенный под кабиной. Снег выбрасывается струёй воздуха в основном вправо от пути. Применение вихревого «снежка» эффективно только для не липнущего снега. Как и любой другой вихревик, ВТК-24 эффективен только против свежевыпавшего сухого снега. Мокрый снег и слежавшийся почти не сдувается, для этих целей используют щёточные снегочисты (ВТК 01, РГС2, ГС4), выпускался также в модификации ВТК-24М
- ТК-28, ТК-28А, ТК-28Б — рельсотранспортёр. У модели ТК-28 тележки от МТВ-82, с пневматическими тормозами, затем тележки от 71-605, тоже с пневматическими тормозами. У модели ТК-28А — тележки с соленоидным приводом тормозов, ТК-28Б — модель с удлинённой стрелкой и изменённой электрической схемой.
- ВТК-33 — Вагон вышка КС с возможностью автономного хода от дизеля
- ВТК-53а — плететранспортер. Единственный вагон использовался в Иваново совместно с ВТК-07
- ВТК-79М1 — путеуборочный вагон («вагон-пылесос»)
- ВК-81Б — жёлобоочистительная прицепная тележка.
- ВТК-107 — тележка-снегочист

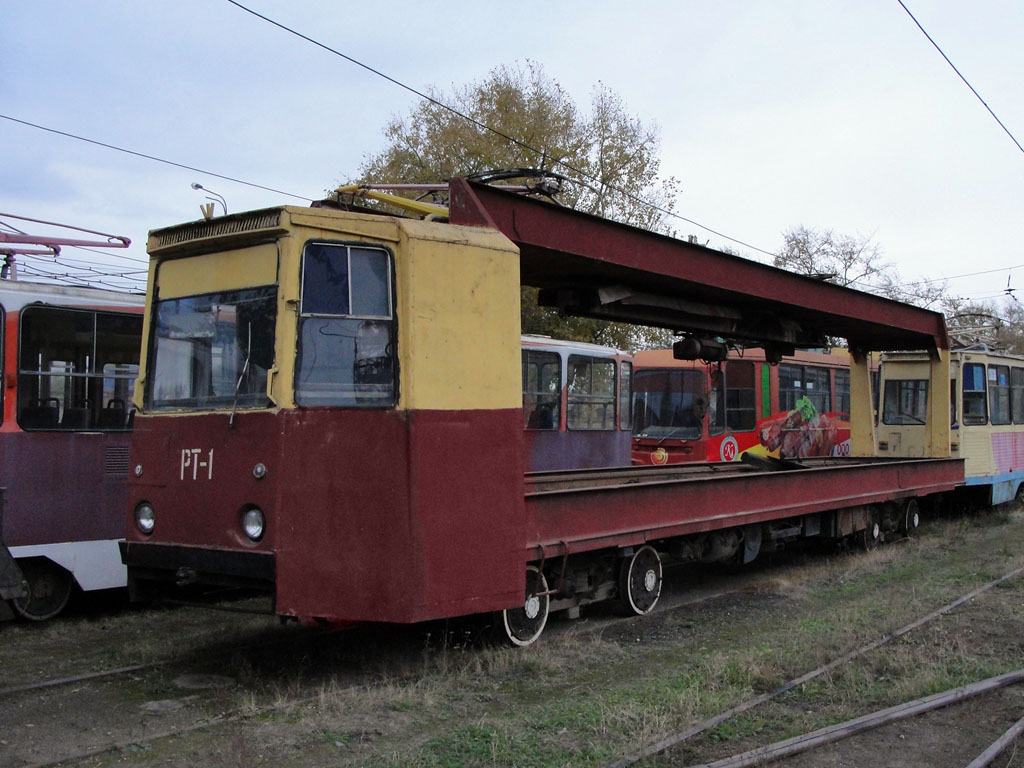
Вагон ТК-28 в Казани

Выпускались также вагоны на базе Татра Т3:
- ПМ — поливомоечные
- ВС — вихревые снегоочистители

Ранее (с открытия завода) выпускались служебные вагоны на базе МТВ-82 — поливомоечные, грузовые платформы, вышки КС и снегочистительные.
Имелись и другие модели служебных вагонов, выпускавшиеся ВРТТЗ.

## Хроника работы

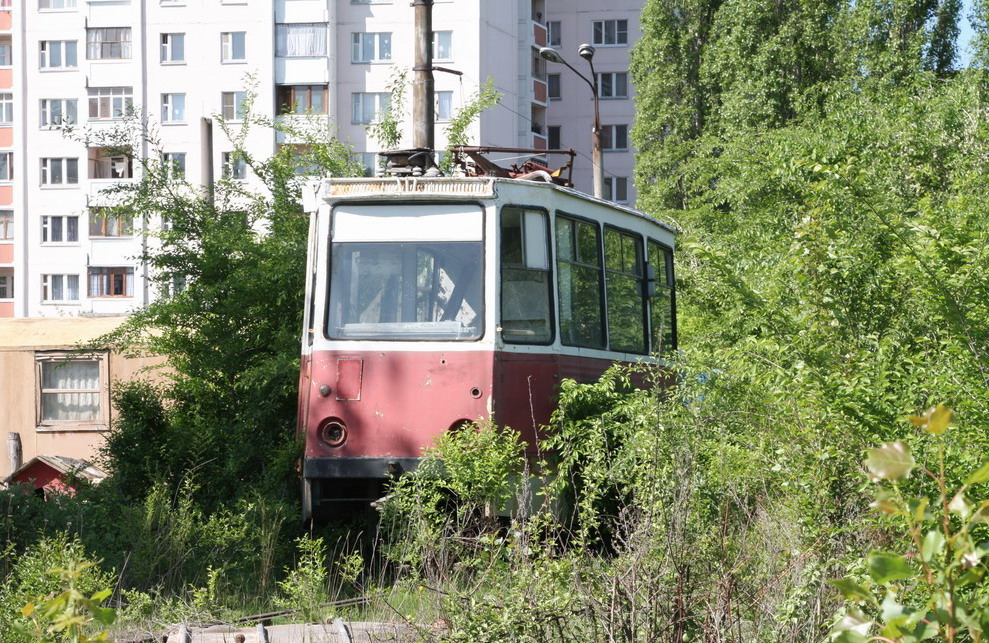
Последний трамвай на территории завода в мае 2009 года.

- 1969 — начато строительство завода.
- 1972 — от конечной станции «Новгородская» до завода построена служебная однопутная трамвайная линия.
- 1974 — открытие завода.
- В 1970-х годах существовали планы запуска на завод троллейбусного движения по улице 45 Стрелковой дивизии, чтобы троллейбусы своим ходом добирались на ремонт. Были поставлены дополнительные столбы, началась подвеска растяжек, однако, так как ВРТТЗ занимался в основном ремонтом трамваев, а ремонт троллейбусов был дополнительной деятельностью, то было решено, что проще возить троллейбусы на завод тягачами, где они обкатывались на собственной троллейбусной линии, находившейся на территории завода и изолированной от общей сети. Несколько так и не использованных троллейбусных растяжек контактной сети сохранялись до конца 2010-х гг. у въезда на завод. Завод имел договоры о прохождении производственной практики сотрудников с рядом воронежских предприятий и образовательных учреждений: ПТУ-33 (позднее — ПУ-33); Воронежский монтажный техникум; Политехнический колледж ВГТУ; Воронежский энергетический техникум; Профессиональное училище № 14; Лицей № 10; Воронежский механический завод.
- 1995 — для Воронежа впервые построены 2 спецвагона на базе Татра Т3. Они получили № ПМ-9,ВС-12.
- 2001 — на базе ВРТТЗ совместно с УКВЗ построен первый трамвай серии 71-605РМ. Также проведена модернизация завода, частично обновлено оборудование.
- апрель 2004 — в ходе визита губернатора Воронежской области Кулакова в Чехию обсуждалась возможность создания на базе ВРТТЗ в сотрудничестве с ЧКД ремонтной базы для чешских трамваев, а также площадки для производства новых трамваев.
- март 2005 — накопление задолженности в 20 миллионов рублей и начало конкурсного управления. Одновременно с этим завод начинает отказываться (по мнению рабочих завода, преднамеренно, дабы ускорить распродажу имущества) от многочисленных предложений о ремонте трамваев и троллейбусов, поступавших из разных городов. Начинается сокращение персонала.

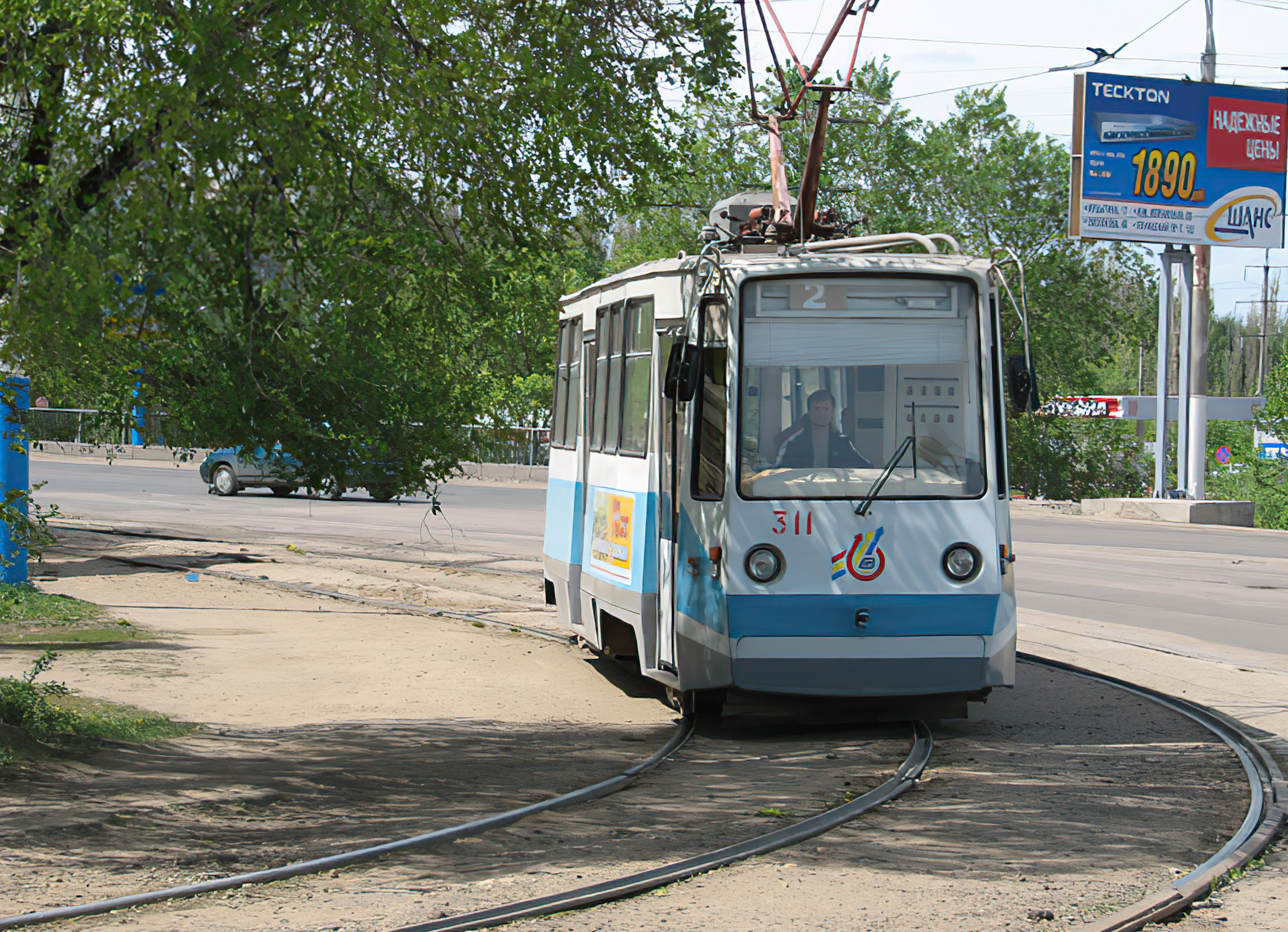
Трамвай 71-605РМ производства ВРТТЗ в Воронеже.

- март 2006 — конкурсный управляющий выставил имущество завода на торги с начальной стоимостью в 8,7 миллионов рублей. В случае продажи завод потеряет свой профиль.Демонтаж цехов ВРТТЗ

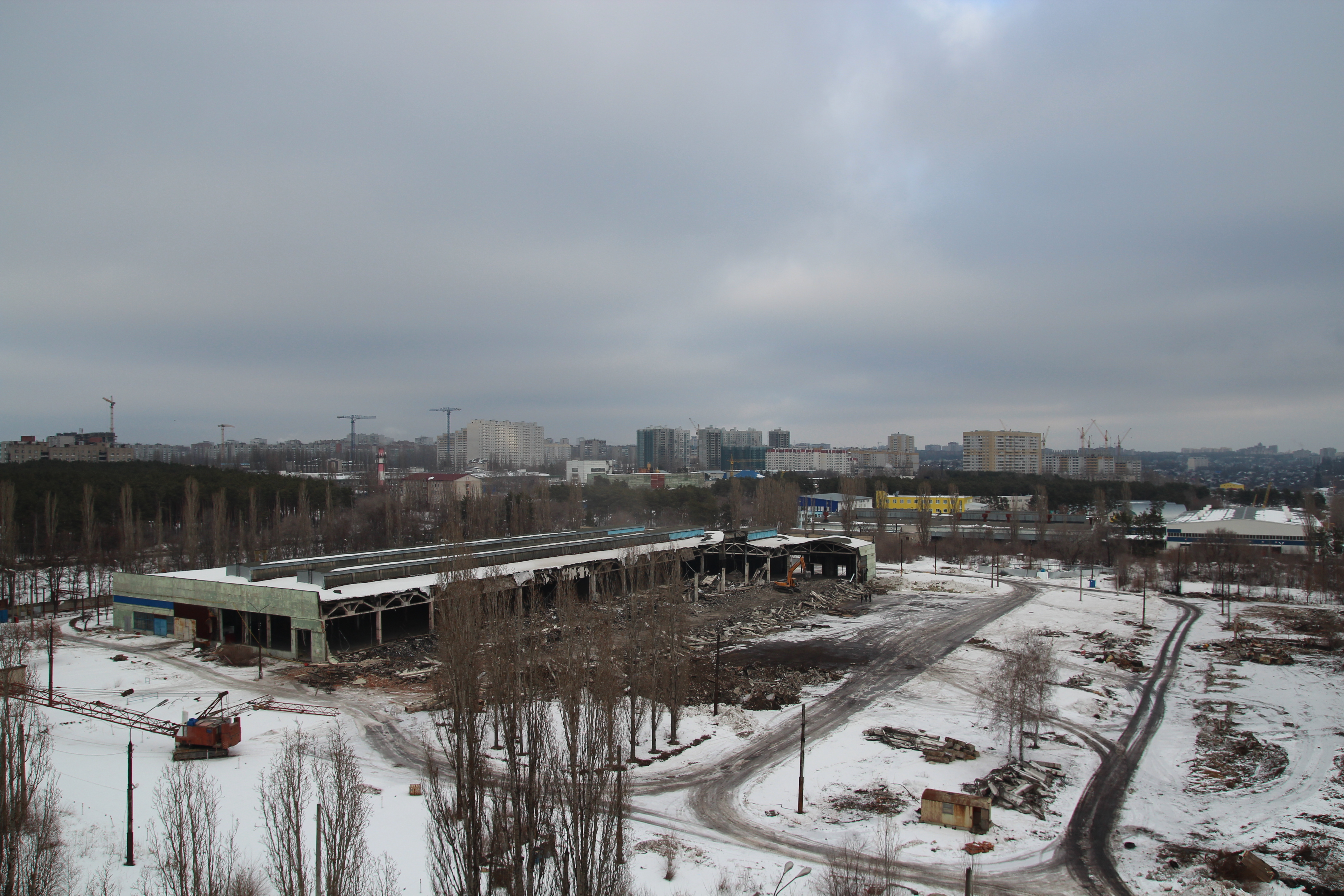
Демонтаж цехов ВРТТЗ

- май 2006 — по данным газеты «Комерсантъ» имущество ОГУП «Воронежский ремонтный трамвайно-троллейбусный завод» досталось трём физическим лицам, а документы на его регистрацию находятся в ФРС. По данным местной телекомпании (отделение ВГТРК), торги не состоялись.
- декабрь 2006 — на территории завода частично демонтированы трамвайные рельсы и контактная сеть, остававшиеся там вагоны распроданы, распродано оборудование. Часть оборудования и запчастей для трамвайных вагонов передана в трамвайный парк № 3.
- май 2007 — завод ликвидирован как юридическое лицо.
- 2009 — Летом полностью демонтирована оставшаяся инфраструктура-рельсы и контактная сеть на площадке готовой продукции и обгонных путях, а также утилизирован грузовой трамвай ГМ, оставшийся на территории после ликвидации завода, но не переданный в город. На территории завода начал работу складской комплекс «Дивизион»[3].
- Январь-февраль 2015 года — демонтированы производственные здания бывшего завода. На территории завода ведется строительство компанией «Выбор» жилого микрорайона «Цветной бульвар» из 11 домов разной этажности, общей жилой площадью 255 тыс. м2[4]. Предполагается проживание около 7 тысяч человек в 3748 квартирах.
- 26 ноября 2015 года — в Доме архитектора были проведены публичные слушания (обязательные при строительстве) по проекту застройки территории ВРТТЗ. В ходе слушаний не было высказано каких-либо претензий к проектному предложению[5], сама процедура была проведена менее чем за полчаса[6].
- Август 2017 — снесено административное здание, последнее из сохранившихся зданий ВРТТЗ.

В настоящее время на месте ВРТТЗ  построен жилой комплекс "Цветной бульвар"